# Micreumenes mutarensis
Micreumenes mutarensis är en stekelart som beskrevs av Gusenleitner 2002. Micreumenes mutarensis ingår i släktet Micreumenes och familjen Eumenidae. Inga underarter finns listade i Catalogue of Life.